# Michele Pellegrino

Kardinalswappen von Michele Pellegrino

Michele Kardinal Pellegrino (* 25. April 1903 in Centallo, Provinz Cuneo, Italien; † 10. Oktober 1986 in Turin) war Erzbischof von Turin und Kardinal der Römischen Kirche.

## Leben
Michele Pellegrino studierte in Mailand und Turin die Fächer Katholische Theologie und Philosophie und empfing am 19. September 1925 das Sakrament der Priesterweihe. Neben Aushilfstätigkeiten als Seelsorger setzte er seine Universitätsstudien fort. Von 1929 bis 1933 wirkte er als Geistlicher Direktor am Seminar von Fossano. In den Jahren 1933 bis 1943 nahm er verschiedene Leitungsaufgaben im Bistum Fossano wahr. Von 1941/42 bis 1965 gehörte er als Dozent der Universität Turin an. Er hatte den Lehrstuhl für Letteratura cristiana antica (Antike christliche Literatur) inne. Ab 1951 unterrichtete er auch Griechische und Lateinische Grammatik.
Am 18. September 1965 wurde Michele Pellegrino zum Erzbischof von Turin ernannt. Die Bischofsweihe spendete ihm am 17. Oktober desselben Jahres der Bischof von Fossano, Giovanni Francesco Dadone; Mitkonsekratoren waren Giuseppe Beltrami, Internuntius in den Niederlanden, und Felicissimo Stefano Tinivella, früherer Koadjutor von Turin. Dem Erzbistum stand Pellegrino bis zu seinem altersbedingten Rücktritt am 27. Juli 1977 als Oberhirte vor. Im Konsistorium vom 26. Juni 1967 nahm ihn Papst Paul VI. als Kardinalpriester mit der Titelkirche Santissimo Nome di Gesù in das Kardinalskollegium auf.
Michele Pellegrino starb am 10. Oktober 1986 in Turin und wurde in der Familiengruft in Roata Chiusani beigesetzt.